# Grudziądz
Grudziądz ([ˈgruʥɔnts] ⓘ; kaschubisch Grëdządz;  deutsch Graudenz) ist eine Stadt in der polnischen Woiwodschaft Kujawien-Pommern mit knapp 96.000 Einwohnern. Sie ist kreisfrei und Sitz einer gleichnamigen Gmina und des Powiat Grudziądzki.

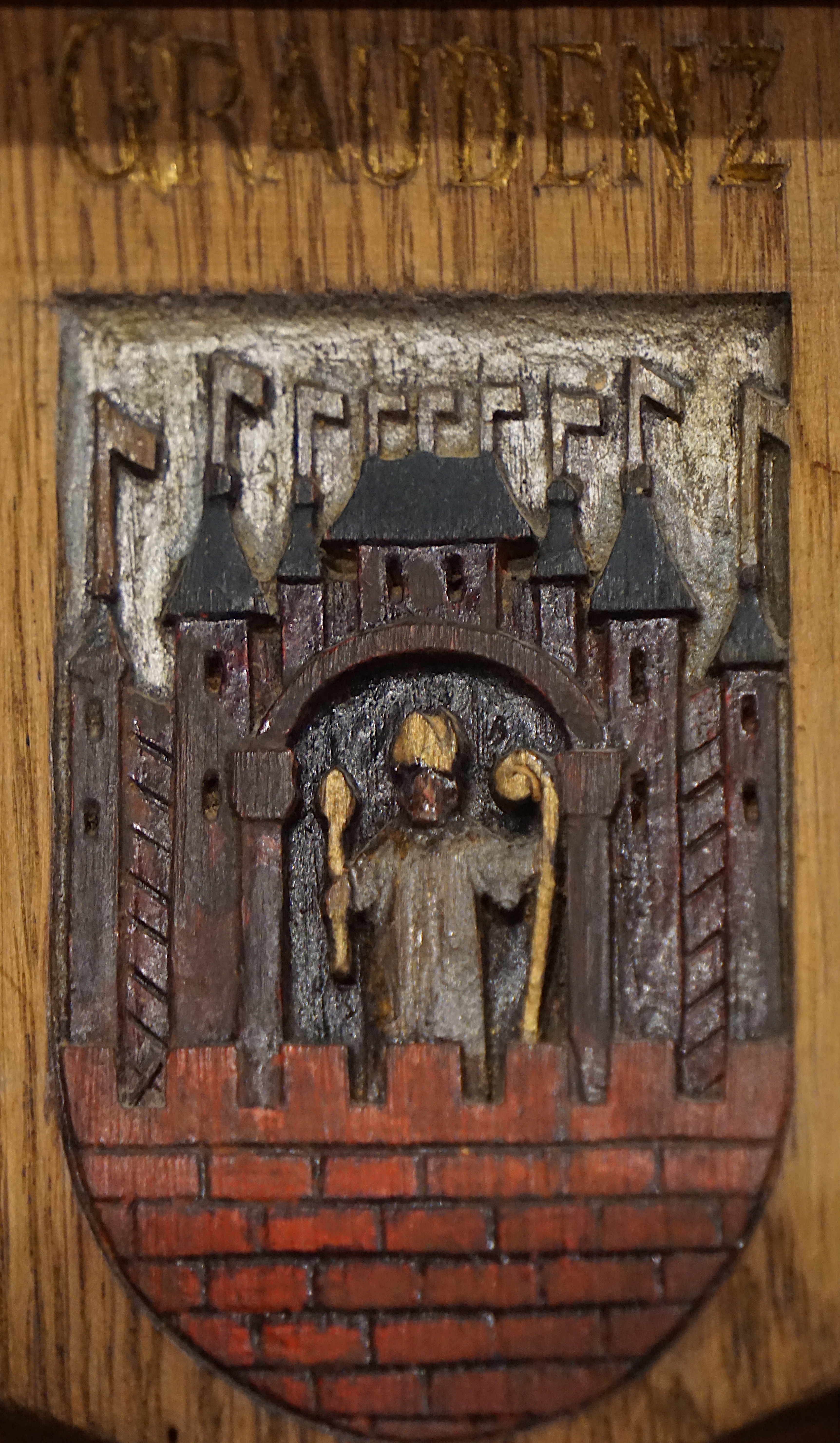
Wappen von Graudenz im Plenarsaal des altstädtischen Rathauses in Danzig

## Geographie

### Lage
Die Stadt liegt in der polnischen Woiwodschaft Kujawien-Pommern, am Ostufer der Weichsel, etwa 22 Kilometer nordöstlich von Świecie (Schwetz), 93 Kilometer südlich von Danzig und 170 Kilometer südwestlich von Kaliningrad (Königsberg).

### Stadtteile
| Polnischer Name    | Deutscher Name bis 1920                  | Deutscher Name (1939–1945)         |
| ------------------ | ---------------------------------------- | ---------------------------------- |
| Kawalerii Polskiej | Kavalleriekaserne                        | Kavalleriekaserne                  |
| Kopernika          | –                                        | –                                  |
| Lotnisko           | Rehdorf                                  | Rehdorf                            |
| Mały Kuntersztyn   | Klein Kunterstein                        | Kleinkunterstein                   |
| Mniszek            | Mischke                                  | Mischke                            |
| Owczarki           | Wossarken                                | Wossarken                          |
| Pastwisko          | Altweide                                 | Altweide                           |
| Rudnik             | Rudnick                                  | 1939–1942 Rudnick 1942–1945 Rudorf |
| Rządz              | Rondsen                                  | Ronsee                             |
| Sadowo             | Schadau                                  | Schadau                            |
| Śródmieście        | Stadtmitte                               | Stadtmitte                         |
| Strzemięcin        | Stremoczyn 1891–1920 Böslershöhe         | Böslershöhe                        |
| Tarpno             | Klein Tarpen                             | Kleintarpen                        |
| Tuszewo            | Tusch                                    | Tusch                              |
| Twierdza           | Feste Graudenz 1893–1920 Feste Courbière | Feste Courbière                    |
| Wielki Kuntersztyn | Groß Kunterstein                         | Großkunterstein                    |
| Wyzwolenia         | –                                        | –                                  |

## Geschichte

Abdruck des Stadtsiegels unter dem Bundesbrief des Preußischen Bunds von 1440 mit der Umschrift S' CIVITATIS GRVDENDZ (das Kürzel S' steht für sigillum = Siegel oder Wappen)

Graudenz an der Weichsel um die Mitte des 19. Jahrhunderts (Lithographie)

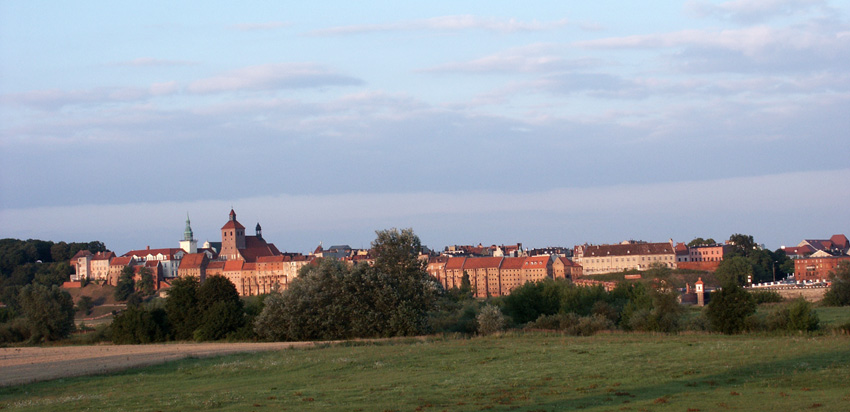
Panorama der Altstadt

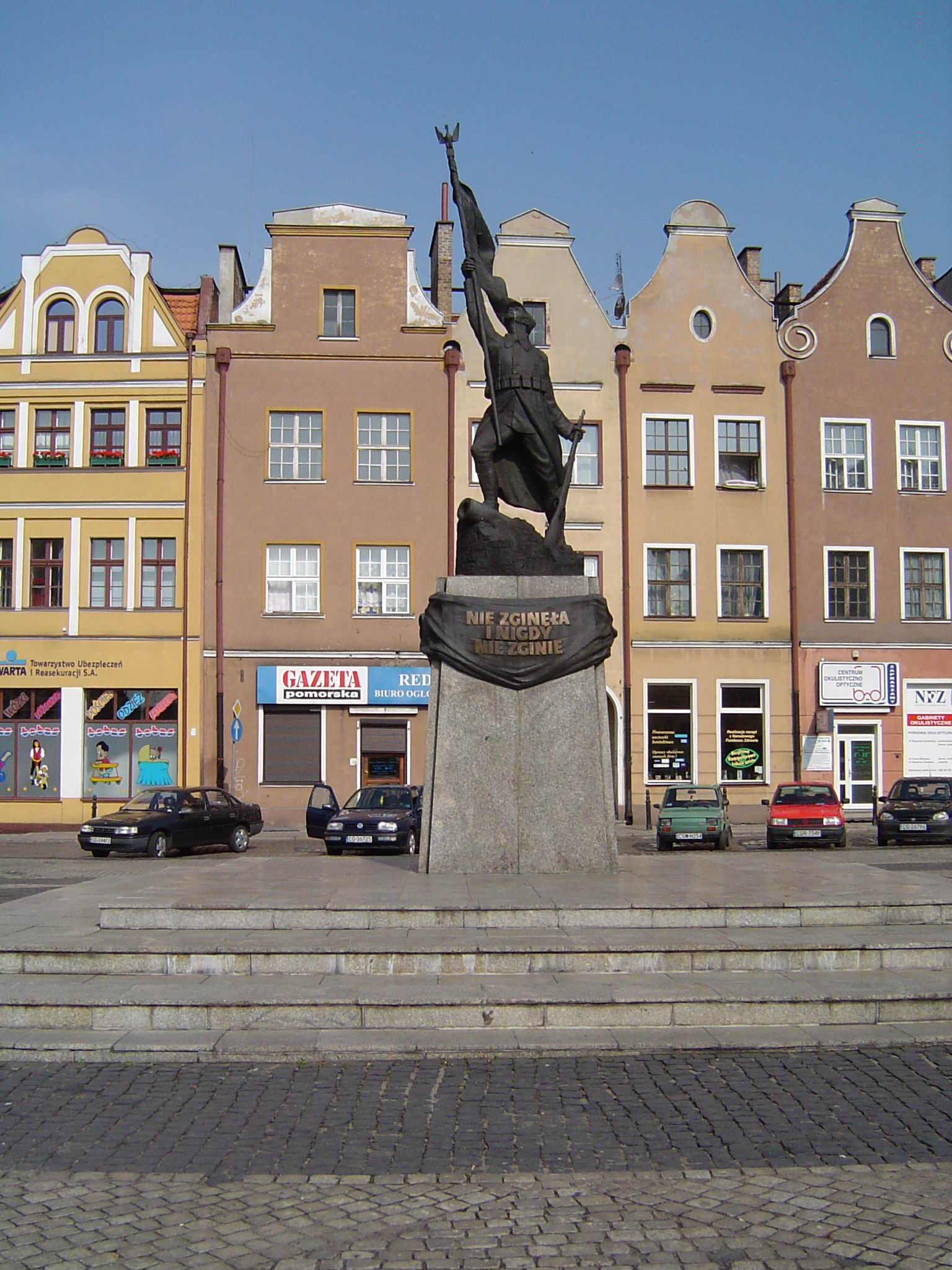
Marktplatz (2007)

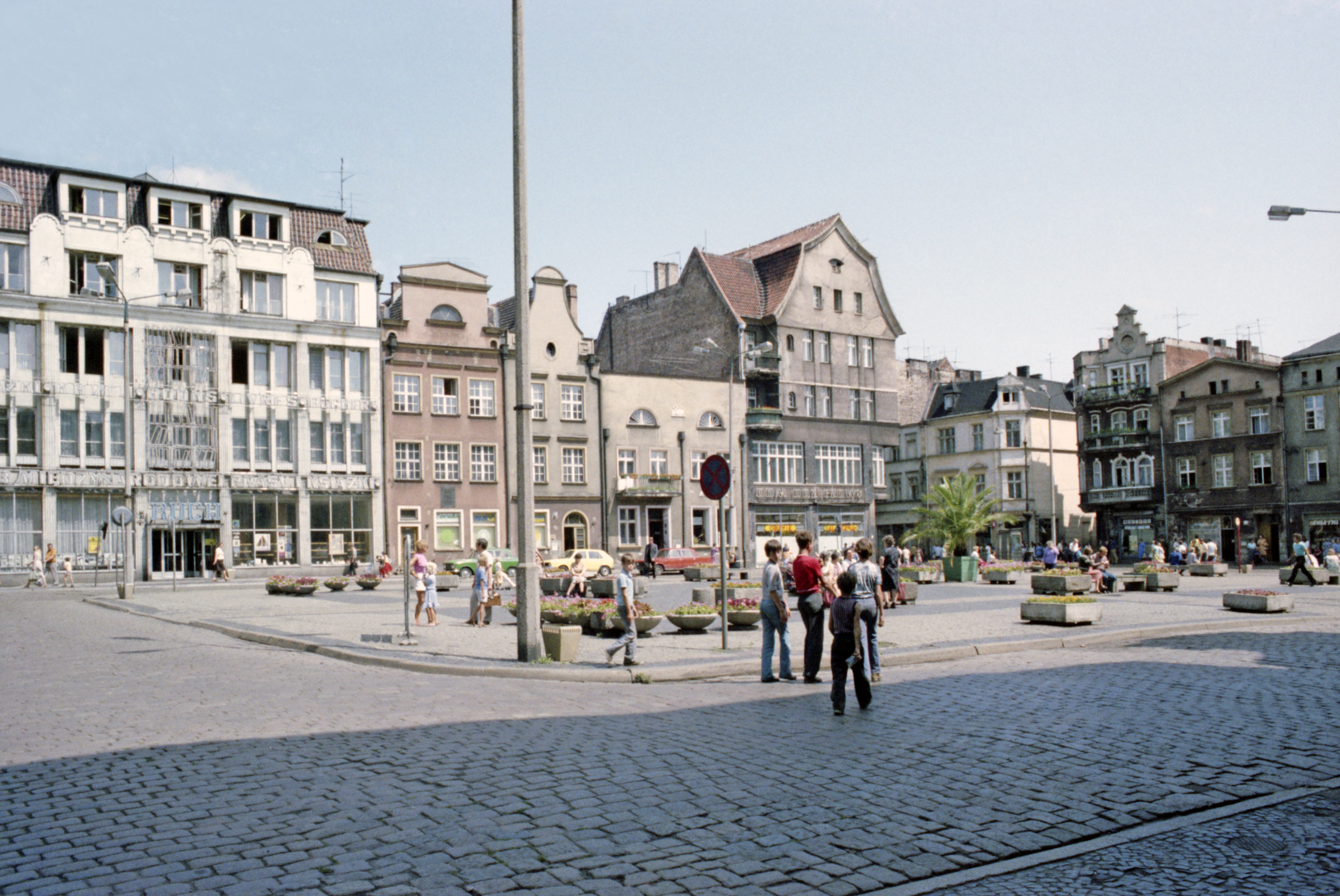
Marktplatz (1983)

### Ehemalige Festung der Pruzzen an der Grenze zu Polen
Siedlungsspuren stammen aus dem 10. Jahrhundert. Der deutsche Ortsname Graudenz leitet sich von pruzzisch Graude, Grauden, Graudenes ab, was Waldwildnis bedeutet. Graudenz liegt am Wald Grauden und war zuerst ein befestigter Ort der Pruzzen gegen die Eroberungsangriffe polnischer Herrscher. Im Jahre 1080 (nach Goldbeck im Jahr 1060) konnte Boleslaw bei Grauden(z) erfolgreich abgewehrt werden. Später kam der Ort aber offensichtlich zu Kujawien, denn im Jahr 1222 gehörte es zum Kulmerland, Konrad, Herzog in Masowien und Kujawien beurkundete, dass er dem ersten Bischof von Preußen, Christian, für die Erlaubnis, welcher dieser den nach Preußen bestimmten Kreuzfahrern zum Wiederaufbau der Burg Culmen (Kulm) erteilt, einen Teil dieses Landes verliehen habe, darunter auch die ehemalige Burg Grudenz sowie den östlich des Burgplatzes gelegenen Wald Gruth (Grutta).

### Stadt
Graudenz gehörte zum Kulmer Land, das Konrad von Masowien 1225/26 dem Deutschen Orden im Tausch gegen die Bekämpfung der Pruzzen anbot und 1230 durch den Vertrag von Kruschwitz an diesen abtrat.
Von der 1231 errichteten Burg Graudenz und Komturei des Deutschen Ordens sind heute nur noch Reste der Mauern erhalten und der wieder aufgebaute Bergfried „Klimeck“ (Aussichtsturm) aus Backsteinen. 1291 erhielt Graudenz das Stadtrecht (Kulmer Handfeste) und wurde in den folgenden Jahren mit Stadtmauern umgeben. Die Stadt erlebte eine erste Blütezeit und entwickelte sich im 14. Jahrhundert zu einem Zentrum des Getreidehandels. Aus Graudenz wurde der Komponist Petrus Wilhelmi de Grudencz (1400–1480) bekannt.
Das Kulmer Land verband sich im Preußischen Bund, und als Folge davon musste der Deutsche Orden 1466 das Kulmer Land im Zweiten Thorner Frieden der Schutzherrschaft der Krone Polens unterstellen. Aufgrund der günstigen geographischen Lage entwickelte sich Kulm zum Sitz des Landtags von Polnisch-Preußen, ebenso fanden hier die Ständetage und Generalversammlungen statt. Im Rahmen einer Preußischen Ständeversammlung hielt Nikolaus Kopernikus 1522 einen Vortrag über das Münzwesen. Im 16. Jahrhundert entwickelte sich Graudenz zu einem Zentrum des Handwerks und des Handels, wurde aber durch die Kriege des 17. Jahrhunderts wieder zurückgeworfen. Im Zweiten Nordischen Krieg wurde die Stadt 1655 von den Schweden eingenommen und 1659 von polnischen Truppen zurückerobert, wobei sie fast gänzlich zerstört wurde. Trotz der sich fortsetzenden Kriege und inneren Konflikte wurde Graudenz im Barockstil prachtvoll wieder aufgebaut („Graudenzer Barock“).

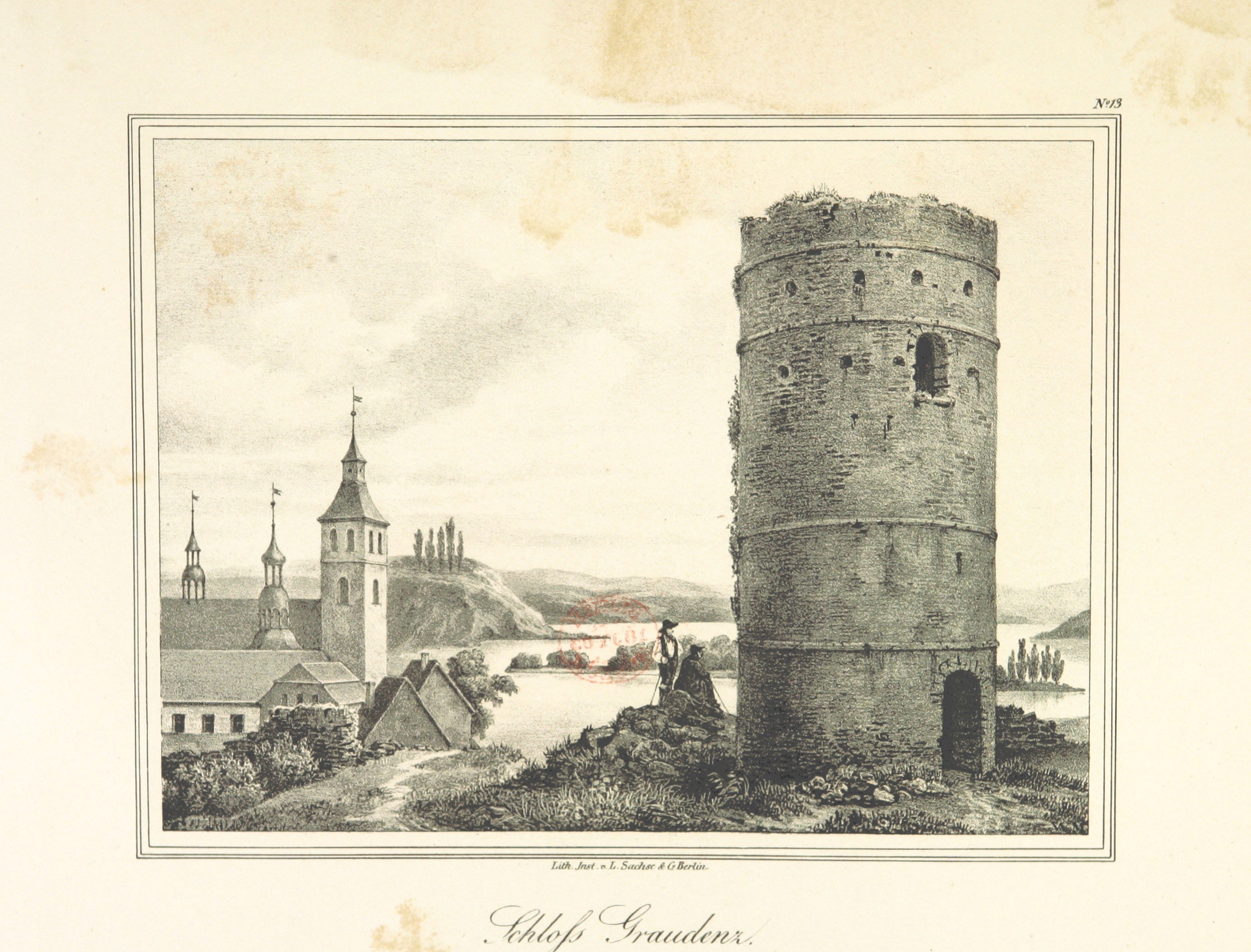
Ruine der Ordensburg Graudenz (1833)

Durch die erste polnische Teilung kam Graudenz 1772 zu Preußen. König Friedrich II. ließ hier eine große, später weiter ausgebaute Festung errichten (s. u.). Graudenz war Teil der Provinz Westpreußen und Kreisstadt im Regierungsbezirk Marienwerder. Nach dem Bau der Eisenbahnlinie von Thorn nach Marienburg, der Errichtung einer Brücke über die Weichsel und der Fertigstellung einer west-östlichen Verbindung durch die Eisenbahnstrecke Konitz–Soldau entwickelte sich die Stadt im 19. Jahrhundert zu einem schnell wachsenden Industriestandort u. a. mit Eisengießereien, Maschinenbau, Wagenbau und Textilindustrie. Zwischen 1880 und 1905 verdoppelten sich die Einwohnerzahlen von 17.321 auf 35.958. 1900 wurde Graudenz kreisfreie Stadt.
Graudenz verfügte seit Mitte des 19. Jahrhunderts über eine Realschule, an der Latein Pflichtfach war. Am Anfang des 20. Jahrhunderts gab es in Graudenz ein Gymnasium, eine Oberrealschule, ein katholisches Schullehrerseminar, eine Präparandenanstalt, ein Museum, ein Zuchthaus, eine Eisengießerei, eine Maschinenfabrik und verschiedene Fertigungsstätten der Konsumindustrie. Für den Eisenbahnverkehr war Graudenz Knotenpunkt der Staatsbahnlinien Kulmsee–Marienburg und Neustettin–Goßlershausen. Die Stadt war Sitz eines Amtsgerichts und eines Landgerichts. Für den Verkehr in der Stadt stand eine elektrische Straßenbahn zur Verfügung. In der Stadt gab es zwei evangelische Kirchen und drei katholische Kirchen, von denen zwei Garnisonskirchen waren, und eine Synagoge.
Bis einschließlich 1919 gehörte Graudenz zum Regierungsbezirk Marienwerder in der Provinz Westpreußen des Deutschen Reichs.
Nach dem Ersten Weltkrieg musste Graudenz (1910 etwa 40.300 Einwohner) aufgrund der Bestimmungen des Versailler Vertrags zur Einrichtung des Polnischen Korridors in Pomerellen im Januar 1920 an Polen abgetreten werden, ohne Volksabstimmung und trotz deutscher Bevölkerungsmehrheit (84 % in der Stadt, 58 % im Landkreis Graudenz). In Graudenz wurde ein polnischer Militärstützpunkt mit einem Ausbildungszentrum für die Kavallerie eingerichtet. Nach dem Überfall auf Polen 1939 kam das Gebiet des Polnischen Korridors mit Graudenz wieder zum Deutschen Reich. Am 26. Oktober 1939 wurde Graudenz als Teil des Regierungsbezirks Marienwerder in den Reichsgau Danzig-Westpreußen eingegliedert, der bis 1945 bestand. Von September 1939 bis August 1943 gab es in Graudenz ein Männer- und ein Frauen-Außenlager des KZ Stutthof.
Im Zweiten Weltkrieg kesselte die Rote Armee Graudenz ein, worauf die Wehrmacht es am 9. Februar 1945 zur Festung erklärte. Die etwa 9000 Verteidiger unter Generalleutnant Ludwig Fricke (1893–1967) kapitulierten nach schweren Kämpfen am 6. März 1945, nachdem die Stadt zu etwa 60 % zerstört worden war. Die Beendigung der Kampfhandlungen bedeutete die Rückkehr der Stadt zu Polen und für die noch verbliebenen deutschen Einwohner die Vertreibung.

### Festung Graudenz

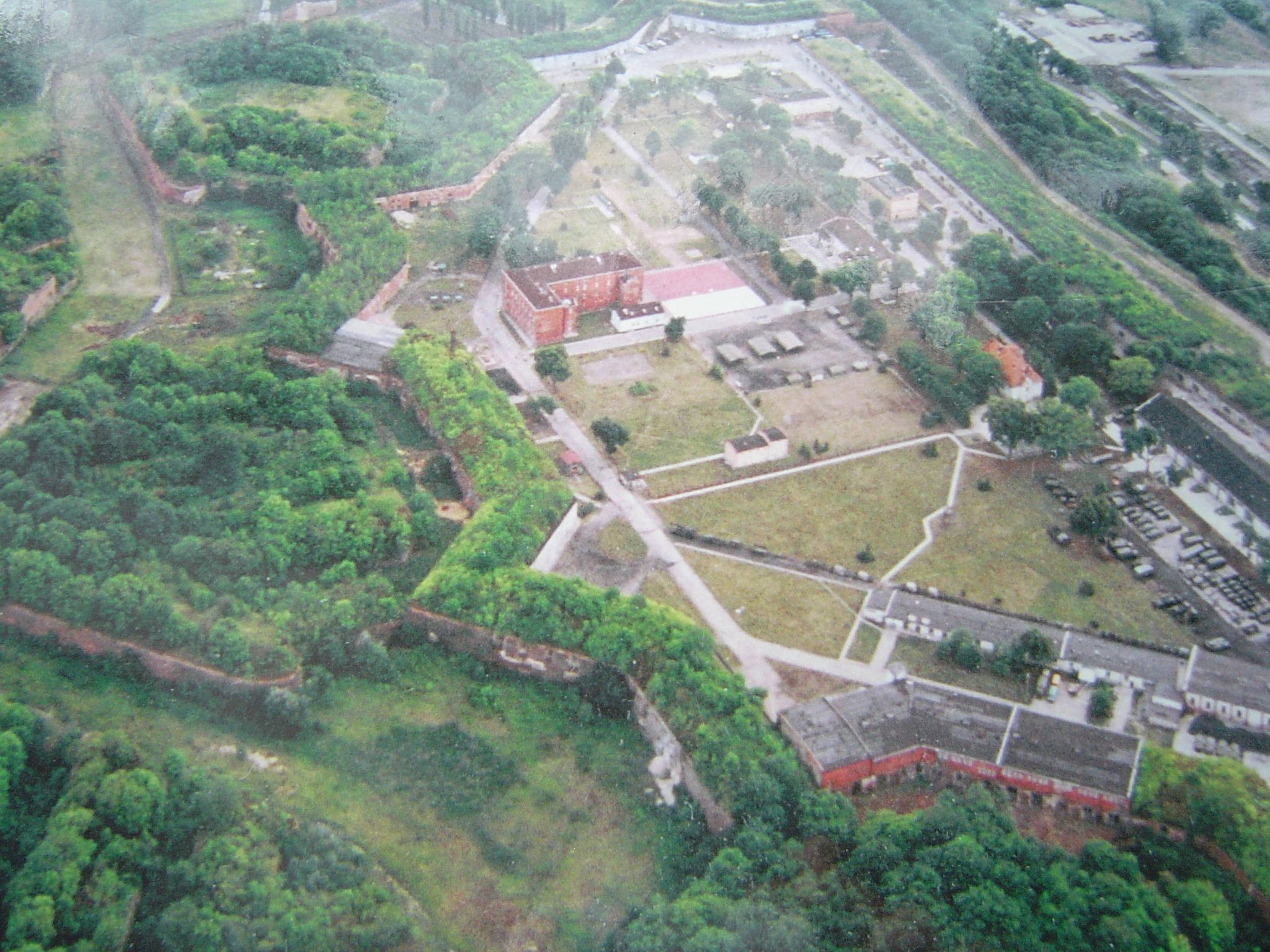
Festung Graudenz

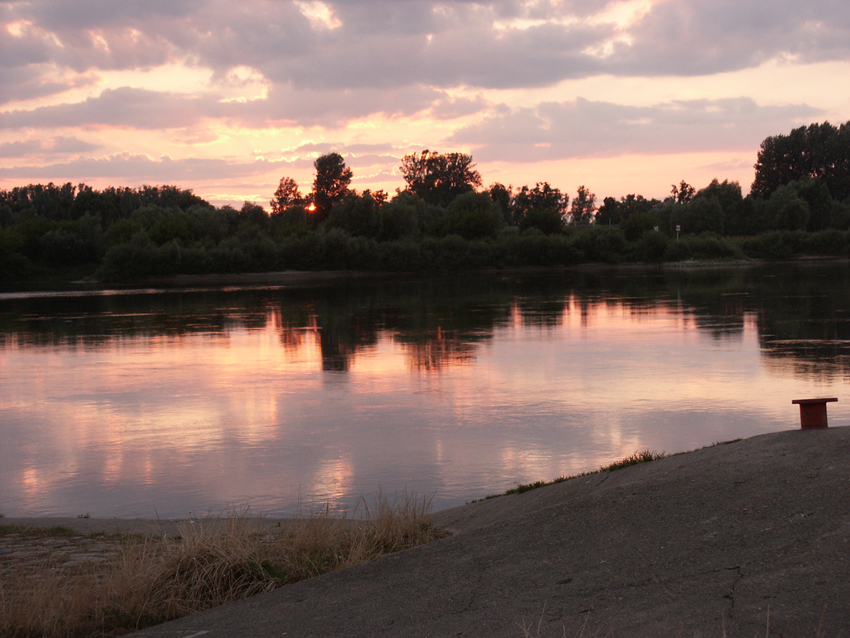
Die Weichsel in Graudenz

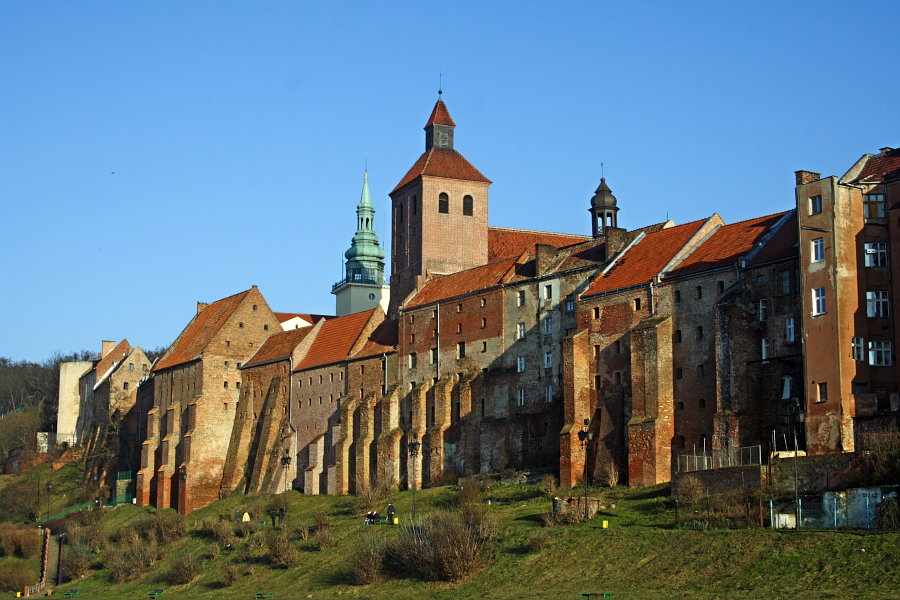
Speicher der Altstadt

Da nach der Ersten Teilung Polens die beiden Hauptfestungen in Westpreußen, Danzig und Thorn (Toruń), in polnischem Besitz geblieben waren, ordnete König Friedrich II. den Bau einer Festung auf einer Anhöhe an der Weichsel zwischen Graudenz und Marienwerder an. Die Bauarbeiten begannen 1774, mussten an diesem Standort jedoch wieder aufgegeben werden, da er sich als hochwassergefährdet erwies. Deshalb verlegte man den Standort der Festung auf eine Erhöhung des Weichselufers ca. 1,5 km nördlich der Stadt Graudenz. Die 1776 in Anwesenheit Friedrichs II. begonnenen Arbeiten dauerten bis 1789. Das an die Weichsel angelehnte Festungswerk hatte den Grundriss eines halben Achtecks. Zu den eigentlichen Festungsbauten kamen Außenwerke zum Schutz der Hauptwerke, z. B. das „Hornwerk“, eine Befestigung, die den Zugang von Norden her absicherte.
Belagert wurde die Festung nur einmal, während der Napoleonischen Kriege. Von Januar bis Dezember 1807 verteidigte sich die Garnison unter General Wilhelm de Courbière erfolgreich gegen französische Truppen, während die meisten anderen preußischen Festungen kapitulierten. Die Belagerung wurde zwar formell bereits am 9. Juli 1807 mit Unterzeichnung des Tilsiter Friedens beendet, dauerte jedoch noch bis Dezember desselben Jahres an. Nach seinem Tod 1811 wurde Courbière auf dem Festungsgelände bestattet. Nach dem Ende des Kriegs erfolgten weiter Ausbauten u. a. um die sog. Courbière-Schanze auf dem gegenüberliegenden linken Weichselufer. 1872 kam die zeitweilige Abrüstung der Festung, die aber weiterhin Garnison und Truppenübungsplatz blieb. Durch den Bau der Weichselbrücke von Graudenz 1885/1886 wuchs die strategische Bedeutung, weshalb die Festung modernisiert und von 1889 bis 1905 mit einem neuen Befestigungsring aus Forts und gepanzerten Artillerieunterständen umgeben wurde. Seit 1893 trug sie den Namen „Feste Courbière“. Der 1913 gefällte Beschluss zum weiteren Ausbau der Festung wurde aufgrund des Ausbruchs des Ersten Weltkrieges nur noch in Ansätzen ausgeführt.
Im 19. Jahrhundert diente die Festung auch als Gefängnis, u. a. wurden polnische Unabhängigkeitskämpfer inhaftiert. Aufsehen erregte 1862 ein Zwischenfall, bei dem Soldaten polnischer Herkunft aus Protest gegen Schikanen und Misshandlungen den militärischen Gruß verweigerten, wofür harte Strafen von bis zu 20 Jahren Haft verhängt wurden. Im Ersten Weltkrieg diente sie als Kriegsgefangenenlager für Offiziere der Entente. Nach Inkrafttreten des Versailler Vertrags 1920 übernahm die polnische Armee die Festung, die sie bis 1939 in Besitz hatte. Überlegungen, sie zur Beschäftigung von Arbeitslosen abzutragen, wurden nicht umgesetzt, stattdessen wurde sie Garnison eines polnischen Kavallerieregiments.
Im Zweiten Weltkrieg spielten die Festungsanlagen keine nennenswerte Rolle und wurden von der deutschen Wehrmacht ohne große Mühe eingenommen. Danach dienten sie erneut als Depot, für Manöver und als Gefängnis. In den Befestigungsanlagen auf den Pfaffenbergen (Księże Góry) entstand eine Hinrichtungsstätte. Beim Angriff der Roten Armee Anfang 1945 erwiesen sich die alten Befestigungswerke teilweise noch als ernsthafte Hindernisse für die Eroberung der Stadt. Nach der Kapitulation der Verteidiger am 6. März 1945, deren Verlauf Lew Kopelew in seinem Buch „Aufbewahren für alle Zeit“ beschreibt, brachte man im Fort nun deutsche Kriegsgefangene unter. Danach standen die Festungswerke jahrelang leer, bis sie erneut von der polnischen Armee übernommen wurden. Zwar wurden Teile der Festung zugeschüttet, abgetragen oder sind stark zerfallen, doch ist Graudenz auch heute noch ein bedeutendes Beispiel für die europäische Festungsarchitektur des 18. und 19. Jahrhunderts.
Die Festung kann teilweise besichtigt werden.

### Demographie
| Jahr | Einwohnerzahl | Anmerkungen |
| ---- | ------------- | --- |
| 1780 | 003675        | einschließlich Vorstädte und der Garnison (241 Personen). „Die Einwohner (…) sind fast alle (…) evangelischer Religion und Deutsche.“ |
| 1804 | 00 3874       | davon (1805) 2.240 Evangelische und 1.206 Katholiken |
| 1816 | 00 5118       | [ 9 ] |
| 1831 | 004846        | [ 10 ] |
| 1837 | 005918        | [ 11 ] |
| 1852 | 0 10.885      | [ 12 ] |
| 1864 | 010.567       | ohne die Festung (223 Personen), davon 6307 Protestanten and 3670 Katholiken |
| 1871 | 015.559       | davon 9000 Evangelische und 6000 Katholiken (170 Polen) |
| 1875 | 014.522       | [ 15 ] |
| 1880 | 017.321       | [ 15 ] |
| 1885 | 017.336       | [ 15 ] |
| 1890 | 020.385       | davon 13.171 Protestanten, 6152 Katholiken, 810 Juden und 252 Sonstige (150 Polen) |
| 1900 | 032.727       | mit der Garnison (zwei Infanterieregimenter Nr. 129 und Nr. 175, zwei Abteilungen Feldartillerie Nr. 35 und Nr. 71, ein Bataillon Fußartillerie Nr. 15 und zwei Schwadronen Jäger zu Pferde), davon 10.415 Katholiken und 816 Juden |
| 1905 | 035.953       | [ 16 ] |
| 1910 | 040.325       | am 1. Dezember, auf einer Fläche von 1924 ha; davon 25.402 Evangelische, 12.623 Katholiken, 698 Juden, 514 Sonstige (34.193 mit deutscher, 5035 mit polnischer und neun Einwohner mit kaschubischer Muttersprache, 1021 Einwohner sprechen Deutsch und eine andere Sprache); nach anderen Angaben davon 33.496 Deutsche, 5034 Polen und neun Kaschuben. |

| Jahr | Einwohner | Anmerkungen          |
| ---- | --------- | -------------------- |
| 1921 | 033.520   | davon 6.940 Deutsche |
| 1931 | 054.000   | davon 5.400 Deutsche |
| 1943 | 055.336   | [ 11 ]               |
| 1980 | 090.000   |                      |
| 1990 | 102.300   |                      |
| 2000 | 100.787   |                      |
| 2010 | 096.042   |                      |
| 2020 | 093.564   |                      |

## Sehenswürdigkeiten

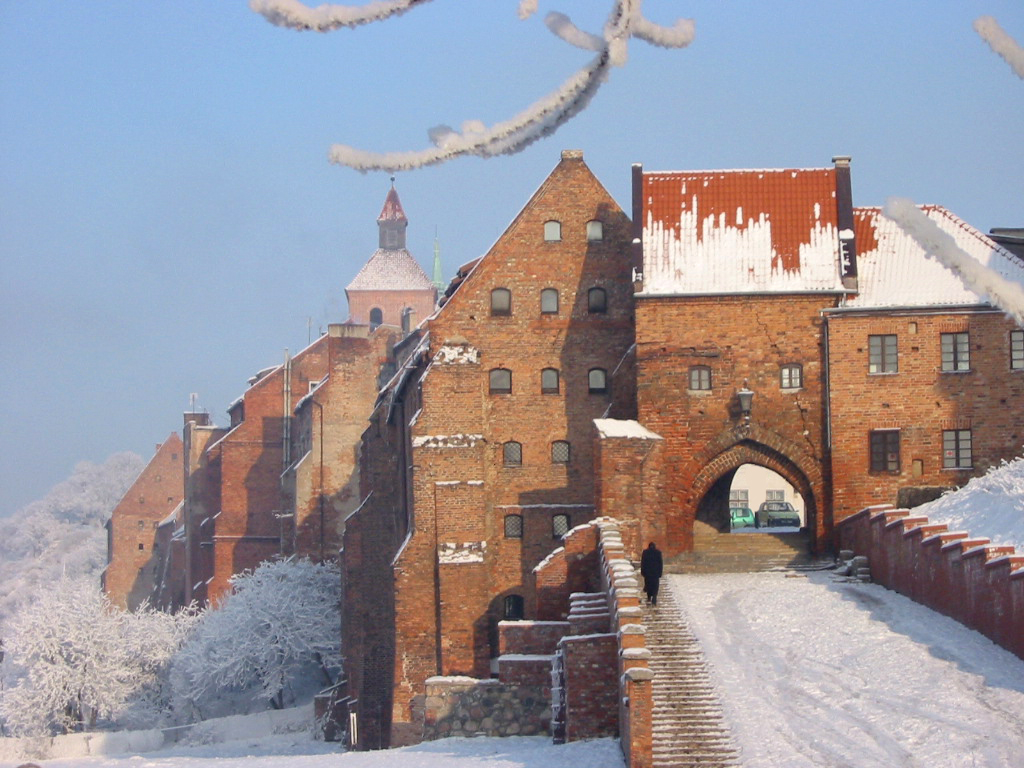
Wassertor der Altstadt

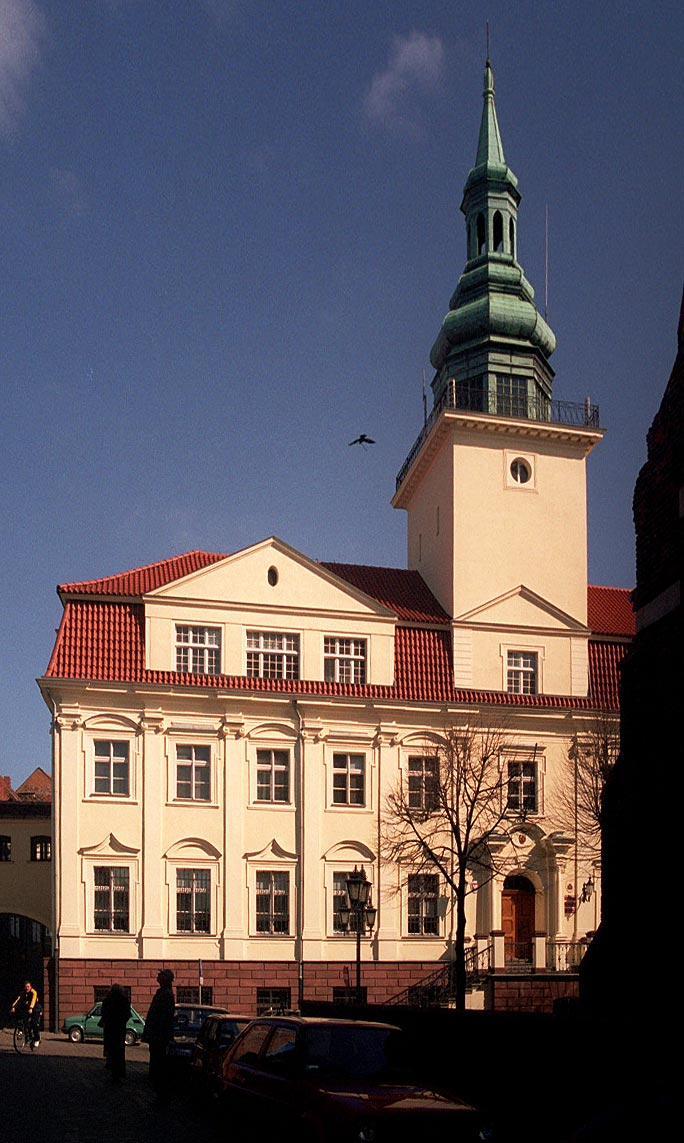
Stadtverwaltung im ehemaligen Jesuitenkolleg

Die Stadt ist bekannt für ihre schöne landschaftliche Lage und ihre sehenswerte Altstadt mit den alten Speichern an der Weichsel.
Sehenswürdigkeiten sind: Marktplatz, Pfarrkirche St. Mikołaj, Jesuitenkirche und -kloster, Speicher, Wassertor, Benediktinerinnenkloster, Festung, Rathaus mit Festsaal, Hauptpostamt, Rudniksee, Tarpnosee, Stadtpark, Trynka-Kanal und das Planetarium.
Außerdem die Reste der Burg Graudenz mit dem wiederaufgebauten Bergfried Klimeck (Aussichtsturm) im Stadtpark über der Altstadt (auf dem Hochufer über der Weichsel).

## Verkehr
Im Bahnhof Grudziądz trifft die Bahnstrecke Działdowo–Chojnice auf die Bahnstrecke Toruń–Malbork.
In der Stadt wird der Personenverkehr mit zahlreichen Buslinien sowie einer Straßenbahnlinie durchgeführt.
Sie liegt an den Landesstraßen 16 und 55.

## Gmina Grudziądz
Die kreisfreie Stadt ist auch Sitz einer Gmina, die sich im Süden, Osten und Norden an das Stadtgebiet anschließt.

## Politik

### Stadtpräsident
An der Spitze der Stadtverwaltung steht der Stadtpräsident. Von 2002 bis 2018 war dies Robert Malinowski (PO), der bei der turnusgemäßen Neuwahl im Oktober 2018 nicht mehr antrat und durch den parteilosen Maciej Glamowski. Die April 2024 führte zu folgenden Ergebnis:
- Maciej Glamowski (Wahlkomitee „Bürgerallianz Grudziądz – Maciej Glamowski“) 68,2 % der Stimmen
- Krzysztof Kosiński (Prawo i Sprawiedliwość) 19,5 % der Stimmen
- Marek Nowak (Wahlkomitee „Zeit für einen neuen Weg für Grudziąd“) 12,3 % der Stimmen

Damit wurde Amtsinhaber Glamowski bereits im ersten Wahlgang für eine zweite Amtszeit wiedergewählt.
Die Wahl 2018 führte zu folgenden Ergebnis:
- Maciej Glamowski (Wahlkomitee „Bürgerallianz Grudziądz – Maciej Glamowski“) 46,4 % der Stimmen
- Arkadiusz Baranowski (Prawo i Sprawiedliwość) 29,4 % der Stimmen
- Marek Sikora (Wahlkomitee „Marek Sikora – Grudziądz vereint uns“) 10,5 % der Stimmen
- Zenon Róźycki (Wahlkomitee „Zenon Róźycki – Entwicklungsforum Grudziądz“) 9,8 % der Stimmen
- Joanna Wiśniewska (Kukiz’15) 3,9 % der Stimmen

Bei der damit notwendigen Stichwahl setzte sich Glamowski mit 60,2 % der Stimmen deutlich gegen den PiS-Kandidaten Baranowski durch und wurde neuer Stadtpräsident.

### Stadtrat
Der Stadtrat umfasst 23 Mitglieder, die direkt gewählt werden. Die Wahl im April 2024 führte zu folgendem Ergebnis:
- Koalicja Obywatelska (KO) 38,9 % der Stimmen, 10 Sitze
- Wahlkomitee „Bürgerallianz Grudziądz – Maciej Glamowski“ 26,9 % der Stimmen, 7 Sitze
- Prawo i Sprawiedliwość (PiS) 23,2 % der Stimmen, 5 Sitze
- Wahlkomitee „Zeit für einen neuen Weg für Grudziąd“ 11,0 % der Stimmen, 1 Sitz

Die Wahl im Oktober 2018 führte zu folgendem Ergebnis:
- Koalicja Obywatelska (KO) 29,6 % der Stimmen, 8 Sitze
- Prawo i Sprawiedliwość (PiS) 27,8 % der Stimmen, 8 Sitze
- Wahlkomitee „Bürgerallianz Grudziądz – Maciej Glamowski“ 26,6 % der Stimmen, 7 Sitze
- Wahlkomitee „Zenon Róźycki – Entwicklungsforum Grudziądz“ 7,5 % der Stimmen, kein Sitz
- Wahlkomitee „Marek Sikora – Grudziądz vereint uns“ 5,1 % der Stimmen, kein Sitz
- Kukiz’15 3,3 % der Stimmen, kein Sitz

### Partnerstädte
- Gütersloh, Nordrhein-Westfalen
- Falun, Schweden

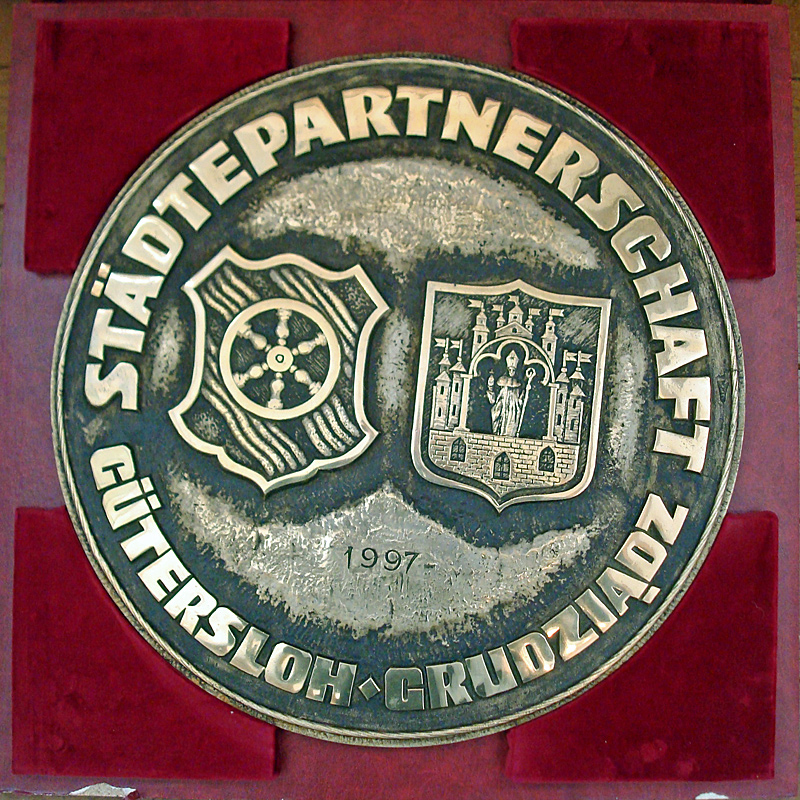
Städtepartnerschaft Gütersloh-Grudziądz

- Tschernjachowsk, Oblast Kaliningrad, Russland

## Persönlichkeiten

### Söhne und Töchter der Stadt
- Petrus Wilhelmi de Grudencz (1392–um 1480), Komponist und Dichter
- Johann Stobäus (1580–1646), Komponist
- Georg Vette (1645–1704), Apotheker und Mitglied der „Leopoldina“
- Martin Oloff (1652–1715), lutherischer Pfarrer im Königreich Polen
- Emil Karl Friedrich Meyer (1792–1861), preußischer Generalmajor
- Georg Gottfried Kallenbach (1805–1865), Kunstwissenschaftler und Architekturhistoriker
- Karl Rudolf von Ollech (1811–1884), General
- Rudolf von Oppeln-Bronikowski (1826–1894), preußischer General der Infanterie, Gouverneur der Festung Metz
- Ludwig Carl Emil Wilda (1827–1848), Buchdrucker und Berliner Märzgefallener[25]
- Adolf Halwas (1836–1919), deutscher Fotograf und Fotoverleger
- Stanislaus von Leszczynski (1842–1932), preußischer Generalleutnant und Militärschriftsteller
- Viktor von Grumbkow (1849–1901), preußischer Generalmajor
- Max Froelich (1851–1928), Apotheker und Ministerialbeamter
- Auguste Hertzer (1855–1934), Krankenschwester, Pionierin des Gesundheitswesens deutscher Kolonien in Ostafrika und Neuguinea
- Julius Riemann (1855–1935), preußischer General
- Gustav Roethe (1859–1926), Philologe
- Gustav von Kortzfleisch (1854–1910), preußischer General
- Reinhold Brussatis (1855–1928), Konteradmiral der Kaiserlichen Marine
- Arthur von Gabain (1860–1939), preußischer General
- Hans von Below (1862–1933), Generalleutnant
- Max Wentscher (1862–1942), Hochschullehrer für Philosophie und Pädagogik
- Alfred Wohl (1863–1939), Chemiker
- Franz Herrmann (1864–1937), Landschafts- und Bildnismaler
- Hans Brunow, geboren als Hans Bruno Dehn (1865–1915), Pianist, Schauspieler und Sänger
- Ernst von Forstner (1869–1950), General der Infanterie
- Ernst Lindner (1873–1953), Jurist und Politiker, Oberbürgermeister von Rathenow, Landtagsabgeordneter
- Johannes Gronowski (1874–1958), Politiker
- Martha Harpf (1874–1942), Kauffrau und Politikerin
- Erich Hossenfelder (1875–1935), Gesandter in Äthiopien
- Ernst Hardt (1876–1947), Schriftsteller
- Erich Basarke (1878–1941), Architekt
- Käthe Gaebel (1879–1962), Nationalökonomin und Berufsberaterin
- Waldemar Kophamel (1880–1934), U-Boot-Kommandant
- Leo White (1882–1948), deutsch-amerikanischer Schauspieler (u. a. in Chaplin-Filmen)
- Max Krause-Kiederling (1882–1962), Maler und Grafiker
- Percy Brigl (1885–1945), Agrikulturchemiker und Hochschullehrer in Tübingen und Hohenheim
- Wilhelm von Kries, 1886–1943, deutscher Journalist und Pressechef der Deutschnationalen Volkspartei (DNVP)
- Gerhard Witting (1889–1982), Opernsänger[26]
- Curt Kuhl (1890–1959), evangelischer Theologe
- Egon Fuchs (1892–1940), Generalmajor des Heeres
- Paul Kalinowski (1893–1968), Politiker (CDU), Landtagsabgeordneter in Rheinland-Pfalz
- Hermann Ulrich Albrecht (1897–1995), Röntgenologe und Strahlentherapeut
- Hans Gabriel (1897–1940), Maler
- Ernst Krüger (1898–1995), Filmproduzent und Verbandsfunktionär
- Else Rahel Samulon-Guttmann (1898–1944), Juristin, Richterin, NS-Opfer
- Hermann Roloff (1900–1972), Architekt und Raumplaner
- Herbert Wentscher (1900–1994), Maler, Kunsterzieher und Pädagoge
- Kurt Weyher (1901–1991), Marineoffizier, Konteradmiral im Zweiten Weltkrieg
- Bruno Czarnowski (1902–unbekannt, nach 1938), Politiker (NSDAP)
- Lisamaria Meirowsky (1904–1942), Dermatologin und Kinderärztin
- Victoria von Winterfeldt (1906–1973), Sinologin
- Hugo Bork (1907–1998), Politiker, Oberbürgermeister und Ehrenbürger von Wolfsburg
- Horst Glowinski (1907–1993), lutherischer Geistlicher und Mykologe
- Erwin Levy (1907–1991), Psychologe
- Horst Neumann-Duesberg (1907–1990), Jurist, Landgerichtsrat und Hochschullehrer in Münster, Wilhelmshaven und Göttingen, Erfinder der Rechtsfigur der „relativen Person der Zeitgeschichte“ als „Leitfossil“ des Presserechts und des Datenschutzrechts[27][28]
- Ulrich Bogs (1908–1984), deutscher Pharmazeut und Hochschullehrer
- Karl Halaski (1908–1996), reformierter Geistlicher
- Günter Grasner (1909–2000), Kriminalpolizist, Leiter des Landeskriminalamts Nordrhein-Westfalen
- Henry Blumenthal (1911–1987), deutschamerikanischer Historiker
- Hans Karl Fritzsche (1914–1999), Offizier und Ministerialbeamter, Vertrauter Stauffenbergs
- Herbert Grasemann (1917–1983), Schachkomponist und -schriftsteller
- Heinz Ernst Gumrich (1917–1984), Mediziner, Erfinder einer Ringsonde
- Ilse Krause (1917–1984), erste Kinderchirurgin Deutschlands und Hochschullehrerin
- Henryk Czyż (1923–2003), Komponist, Dirigent und Musikpädagoge
- Wolfgang Ritter (1927–2009), Verwaltungs- und Steuerjurist
- Peter Neumann-Mahlkau (* 1934), Geologe, Hochschullehrer und -Rektor in Essen
- Waldemar Baszanowski (1935–2011), Gewichtheber
- Uta Beth (* 1941), Journalistin, Hörspielautorin, -regisseurin und -redakteurin
- Stefania Toczyska (* 1943), Opernsängerin
- Uwe Holtz (* 1944), Politologe
- Roland Mauch (* 1944), Diplomat, Botschafter der Bundesrepublik Deutschland
- Włodzimierz Antkowiak (* 1946), Lyriker und Sachbuchautor
- Piotr Kiełpikowski (* 1962), Fechter
- Lydia Pockaj (* 1980), deutsche Sängerin
- Łukasz Kwiatkowski (1982–2018), Bahnradsportler
- Rafał Sarnecki (* 1990), Bahnradsportler
- Maja Tracka (* 2004), Radsportlerin

### Mit der Stadt verbundene Persönlichkeiten
- Nikolaus Heinrich von Pirch (1736–1808), Kommandant von Graudenz
- Hermann Haase (1814–1871), Patrimonialrichter in Deutsch Eylau, Bürgermeister von Graudenz (1844 ff.)
- Bernhard Stadié (1833–1895), Pfarrer von Graudenz, Westpreußen-Historiker
- Siegfried Anger (1837–1911), Theologe, Direktor des Kgl. Gymnasiums Graudenz
- Eduard Ebel (1839–1905), Pfarrer in Graudenz, Verfasser des Weihnachtsliedes „Leise rieselt der Schnee“

### Ehrenbürger
- Xaver Frölich (1822–1898), Stadtarchivar und Lokalhistoriker.

## Trivia
Basierend auf Studien der historischen Fakultät der Universität Danzig wurde 2020 ein Computerspiel veröffentlicht, das die Entwicklung der Wasserwirtschaft von Grudziądz seit dem Mittelalter thematisiert.